# Halsey Stevens
Halsey Stevens (Scott, New York, 3 december 1908 – 20 januari 1989) was een Amerikaans componist, musicoloog en muziekpedagoog.

## Levensloop
Halsey Stevens werd geboren als het zevende van acht kinderen van het echtpaar Horace B. Stevens en Mary Colenia Churchill. Hij ging naar de Homer Academy nu: Homer Central School. Aansluitend studeerde hij van 1926 tot 1931 en van 1935 tot 1937 aan de Syracuse University in Syracuse (New York) piano bij George Mulfinger en compositie bij William Berwald. Verder studeerde hij aan de Universiteit van Californië in Berkeley (Californië) in 1944 bij Ernest Bloch.
Op 2 september 1939 huwde hij met Harriett Elizabeth Merritt, met wie hij drie kinderen Christopher, Ann en Joanna had.
Hij werkte als docent aan de Syracuse University in Syracuse (New York) en van 1937 tot 1941 aan de Dakota Wesleyan Universiteit (DWU) in Mitchell (South Dakota). Van 1941 tot 1946 was hij directeur van het College of Music van de Bradley Universiteit in Peoria (Illinois). Tijdens de Tweede Wereldoorlog was hij van 1943 tot 1946 in de United States Navy Reserve. In 1946 was hij ook docent aan de Universiteit van Redlands in Redlands (Californië). Later wisselde hij aan de University of Southern California in Los Angeles en werd daar professor waar hij bleef tot hij met pensioen ging. Vanaf 1949 was hij hoofd van de afdeling compositie en werd later Professor Emeritus. Hij was Visiting Professor van het Pomona College in Claremont (Californië) in 1954, de Universiteit van Washington in Seattle in 1958, van de Yale-universiteit in New Haven (Connecticut) in 1960 en 1961, van de University of Cincinnati in Cincinnati (Ohio) in 1968 en van het Williams College in Williamstown, Massachusetts.
Als componist schreef hij voor orkest, harmonieorkest, kamermuziek, toetseninstrumenten en koren. Hij kreeg talrijke prijzen en onderscheidingen, zoals de Friends of Harvey Gaul Award in 1960, de USC Distinguished Faculty Award in 1973, de Ramo Music Faculty Award in 1974 en de Abraham Lincoln Award van de American Hungarian Foundation in 1978. In 1966 werd hij eredoctor van de Syracuse University in Syracuse (New York). Hij was lid van de American Composers' Alliance, de American Musicological Society, de National Association of Composers en de American Association of University Professors.
Als musicoloog schreef hij een monumentaal werk The Life and Music of Béla Bartók (Oxford University Press, 1953; revised edition, 1964).

## Composities

### Werken voor orkest
- 1945 rev.1950 Symphony No. 1, voor orkest
- 1948 rev.1953 A Green Mountain Overture, voor orkest
- 1953 Triskelion, voor orkest
- 1954 Four Short Pieces, voor orkest
- 1955 Adagio and Allegro, voor strijkorkest
- 1957 Sinfonia Breve, voor orkest
- 1958 Five Pieces, voor orkest
- 1958 Symphonic Dances, voor orkest
- 1964 Concerto, voor cello en orkest
  1. Allegro
  2. Adagio
  3. Allegro moderato ma giusto
- 1968 Threnos: In Memoriam Quincy Porter, voor orkest
- 1969 Concerto, voor klarinet en strijkorkest

### Werken voor harmonieorkest
- 1957 Eleven Ukrainian Folksongs
- 1958 Five Pieces

### Werken voor koren
- 1942 Go, Lovely Rose, voor gemengd koor
- 1951 A Set of Three, voor mannenkoor
- 1952 Four Carols, voor mannenkoor
- 1953 Psalm 148: Praise Ye the Lord, voor gemengd koor
- 1954 Like as the Culver on the Bared Bough, voor 5-stemmig gemengd koor (SSATB) - tekst: David Randolph
- 1954 Of the Heavenly Bodies, voor gemengd koor - tekst: Roger Williams
- 1955 The Ballad of William Sycamore, voor gemengd koor en orkest - tekst: Stephen Vincent Benét
- 1955 Psalm 98: "O Sing Unto the Lord a New Song", voor driestemmig vrouwenkoor (SSA) en piano
- 1955 Three Hymns, voor gemengd koor - tekst: John Greenleaf Whittier
- 1960 A New Year Carol, voor gemengd koor
- 1962 In Te, Domine, Speravi, voor gemengd koor en orgel - tekst: Psalm 31:1-6, 17-18, 26-27
- 1962 Le Mois de Mai, voor gemengd koor
- 1962 Magnificat, voor gemengd koor, trompet en orgel
- 1963 Blessed Be Thy Glorious Name, voor gemengd koor - tekst: Nehemia 9:5-9, 11, 12
- 1963 O God, The Refuge of Our Fears, voor gemengd koor - tekst: Stephen Vincent Benét
- 1963 The Way of Jehovah, voor gemengd koor en orgel - tekst: Jesaja 40:3-5
- 1966 God is My Strong Salvation, voor gemengd koor - tekst: James Montgomery
- 1966 Hymn-Anthem on "Lyons" - O Worship the King, voor gemengd koor en orgel - tekst: R. Grant
- 1966 Lady, As Thy Fair Swan, voor gemengd koor - tekst: Gerald Bullett
- 1966 Psalm 1: Beatus Vir, voor gemengd koor
- 1967 Campion Suite, voor gemengd koor - tekst: vijf gedichten van Thomas Campion
- 1967 Te Deum, voor gemengd koor, 2 trompetten, 2 hoorns, 2 trombones, tuba, orgel en pauken
- 1968 Remember Me, voor driestemmig mannenkoor - tekst: Christina Rossetti
- 1969 Praise the Lord Who Reigns Above, canon voor gelijke of ongelijke stemmen en orgel - tekst: Charles Wesley
- 1970 Psalm VIII: O Lord Our Governor, voor gemengd koor
- 1971 Nunc Dimittis, voor gemengd koor
- 1972 The Amphisbaena, voor gemengd koor en piano - tekst: A. E. Housman
- 1973 An Epitaph for Sara and Roland Cotton, voor gemengd koor - tekst: John Cotton, (1649)
- 1975 The Lord's Prayer, voor gemengd koor
- 1976 Psalm 117: "O Praise the Lord, All Ye Nations", voor zesstemmig gemengd koor (SSATBB)
- 1976 Songs from the Paiute, voor tenor solo, gemengd koor, 4 dwarsfluiten en pauken - tekst: Bourke Lee en Mary Austin
- The Rattlesnake, voor gemengd koor, 4 dwarsfluiten en pauken
- Three Hungarian Folksongs (Nepdalok), voor gemengd koor
- Venite, exultemus, voor gemengd koor, koperkwintet en piano (of orgel)

### Vocale muziek
- 1942 rev.1957 Four Troubador Songs, voor zang en piano
- 1951-1977 Four Songs from Mother Goose, voor zang en piano
- 1951 Quatre Chansons Populaires du Canada, voor zang en piano
- 1955 Go, Lovely Rose, voor hoge stem en piano
- 1958 Pour Noel, voor middenstem met piano (of orgel) - tekst: Théophile Gautier
- 1959 A Testament of Life, voor tenor, bas, gemengd koor en orkest - tekst: van de componist naar Bijbelse bronnen
- 1960 Three Japanese Folksongs, voor sopraan, viool, cello en piano - tekst: Shigeko Iinuma
  1. "Sakura Sakura"
  2. "Komoriuta"
  3. "Aizu Bandai San"
- 1969 Music for the Marriage Service, voor bariton (of mezzosopraan) en orgel

### Kamermuziek
- 1944 Serenade, voor altviool (of klarinet in Bes) en piano
- 1945 Quintet, voor dwarsfluit, viool, altviool, cello en piano
- 1947 Arioso & Etude, voor contrabas en piano
- 1949 Andante, voor klarinet en piano
- 1949 rev.1950 Intermezzo, Cadenza and Finale, voor cello en piano
- 1950 Magyar Folk Songs (Népdalszvit), voor twee violen, altviool en cello
- 1951 Elegy, voor viool en piano
- 1953 Hungarian Children's Songs, voor cello en piano
- 1953 Music for Christopher, voor cello en piano
- 1953 Trio No. 3 ("Redlands"), voor viool, cello en piano
- 1954 Five Duos, voor twee celli
- 1956 Sonata, voor trompet en piano
- 1957 Septet, voor houtblazers en strijkers
- 1957 Sonatina No. 1, voor cello (of fagot) en piano
- 1958 Four Short Pieces, voor hoorn (of klarinet) en piano
- 1959 Sonatina No. 3, voor viool en piano
- 1959 Trio, voor houtblazers en/of strijkers
- 1960 Romanian Dance, voor cello en piano
- 1961 Two Pieces, voor vier klarinetten
- 1962 Twelve Slovakian Folksongs, voor twee violen
- 1963 Four Folksongs of Touraine, voor klarinet in Bes of bassethoorn en piano
- 1965 Sonata, voor trombone en piano
- 1966 Eight Canons, voor twee violen
- 1966 Eight Pieces, voor blazerskwintet
- 1966 Five Duos, voor dwarsfluit en klarinet
- 1967 Bicinia, voor twee violen
- 1967 Seven Duets, voor viool en cello
- 1967 Three Pieces, voor drie violen
- 1968 Four Pieces, voor vier violen
- 1969 Eight Canons, voor twee altviolen
- 1972 Dittico, voor saxofoon en piano
- 1972 Quintetto "Serbelloni", voor blazerskwintet
- Invention, voor klarinet en fagot

### Werken voor orgel
- 1953 Improvisation on "Divinum Mysterium"
- 1956 Three Short Preludes
- 1971 Soliloquy
- 1962 Three Pieces
  1. Prelude on "Christ lag in Todesbanden"
  2. Notturno
  3. Carillon

### Werken voor piano
- 1942 rev.1959/1967 Sonatina No. 1
- 1945 rev.1959 Sonatina No. 2
- 1947-1948 Sonata No. 3
- 1950 Sonatina No. 3
- 1952 Sonatina No. 4
- 1953 Music for Ann - 5 pieces
- 1954 Five Little Five Finger Pieces
- 1954 Partita
- 1954 Sonatina No. 5
- 1955 Lyric Piece
- 1956 Five Portuguese Folksongs
- 1956 Prelude, voor piano 4-handig
- 1959 Sonatina No. 6
- 1960 Four Bagatelles
- 1960 Reflections
- 1960 Ritratti
  1. Intrada
  2. Arietta
  3. Tema con quattro variazioni
- 1961 Fantasia
- 1961 Five Swedish Folk Tunes
- 1961 Jumping Colts
- 1966 Study in Irregular Rhythms
- 1968 Seventeen Piano Pieces
- 1971 Notturno "Bellagio Adagio"
- 1975 Sonatina, voor piano vierhandig

### Werken voor harp
- 1958 Prelude
- 1966 Six Slovakian Folksongs
- 1967 La Quatre-Vingtaine

## Publicaties
- Halsey Stevens: The Life and Music of Béla Bartók, Oxford University Press, 1953; revised edition, 1964.